# Atletica leggera alla XXX Universiade - Salto triplo maschile
La specialità del salto triplo maschile all'Universiade di Napoli 2019 si è svolta tra il 9 ed il 10 luglio 2019.

## Podio
| Oro     | Nazim Babayev Azerbaigian |
| Argento | Mateus de Sá Brasile      |
| Bronzo  | Alexsandro Melo Brasile   |

## Risultati

### Qualificazioni
Si qualificano alla finale gli atleti che saltano 16,50 m Q o le dodici migliori misure q.
| Posizione | Gruppo | Atleta                  | Nazione      | #1    | #2    | #3    | Risultato | Note                                     |
| --------- | ------ | ----------------------- | ------------ | ----- | ----- | ----- | --------- | ---------------------------------------- |
| 1         | A      | Alexsandro Melo         | Brasile      | 16.37 | x     | 16.45 | 16.45     | q                                        |
| 2         | B      | Liu Mingxuan            | Cina         | 16.08 | 16.44 | –     | 16.44     | q                                        |
| 3         | B      | Nazim Babayev           | Azerbaigian  | 16.15 | x     | 16.36 | 16.36     | q                                        |
| 4         | B      | Levon Aghasyan          | Armenia      | 16.25 | 16.19 | 16.27 | 16.27     | q                                        |
| 5         | B      | Darrel Jones            | Stati Uniti  | x     | x     | 16.19 | 16.19     | q,                                       |
| 6         | A      | Can Özüpek              | Turchia      | 15.94 | 16.16 | x     | 16.16     | q                                        |
| 7         | B      | Shemaiah James          | Australia    | 15.77 | x     | 15.85 | 15.85     | q                                        |
| 8         | B      | Mateus de Sá            | Brasile      | 14.40 | x     | 15.83 | 15.83     | q                                        |
| 9         | A      | Samuele Cerro           | Italia       | 15.51 | 15.76 | 15.27 | 15.76     | q                                        |
| 10        | A      | Tuomas Kaukolahti       | Finlandia    | 15.75 | 15.60 | 15.66 | 15.75     | q                                        |
| 11        | B      | Cristi Nicusor Boboc    | Romania      | x     | 15.73 | 15.67 | 15.73     | q                                        |
| 12        | B      | Praveen Chithravel      | India        | 15.35 | 15.65 | 15.71 | 15.71     | q                                        |
| 13        | A      | Julian Konle            | Australia    | 15.62 | 15.67 | x     | 15.67     |                                          |
| 14        | B      | Mohammed Hammadi        | Marocco      | 15.43 | 15.65 | 15.28 | 15.65     |                                          |
| 15        | B      | Jannick Bagge           | Danimarca    | 14.45 | x     | 15.28 | 15.28     | Miglior prestazione personale            |
| 16        | A      | Jean-Claude Roamba      | Burkina Faso | x     | 15.19 | x     | 15.19     |                                          |
| 17        | B      | Jay Pradeep Shah        | India        | 14.55 | 14.94 | 15.17 | 15.17     |                                          |
| 18        | A      | Dominykas Petrosevičius | Lituania     | 14.59 | x     | 15.12 | 15.12     | Miglior prestazione personale stagionale |
| 19        | A      | Brian Obonna            | Canada       | x     | 15.06 | ?     | 15.06     |                                          |
| 20        | A      | Longinos Achilleos      | Cipro        | 15.03 | x     | 14.92 | 15.03     |                                          |
| 21        | B      | Artur Engstrom          | Svezia       | 14.66 | 14.92 | x     | 14.92     |                                          |
| 22        | A      | Yorai Shaoul            | Israele      | x     | 14.79 | x     | 14.79     |                                          |
| 23        | A      | Marius Bull Hjeltnes    | Norvegia     | 14.74 | 14.77 | x     | 14.77     |                                          |
| 24        | B      | José Emmanuel Álvarez   | Argentina    | x     | x     | 14.59 | 14.59     |                                          |
| 25        | A      | Wong Chun Wing          | Hong Kong    | x     | 13.90 | x     | 13.90     |                                          |
|           | B      | Venilaan Sebastian Mark | Sri Lanka    | x     | x     | x     | NM        |                                          |
|           | A      | Ivan Denisov            | Uzbekistan   |       |       |       | DNS       |                                          |
|           | A      | Obrey Chabala           | Zambia       |       |       |       | DNS       |                                          |
|           | B      | Raymond Nkwemy Tchomfa  | Camerun      |       |       |       | DNS       |                                          |

### Finale
| Posizione | Atleta               | Nazione     | #1    | #2    | #3    | #4    | #5    | #6    | Risultato | Note                                     |
| --------- | -------------------- | ----------- | ----- | ----- | ----- | ----- | ----- | ----- | --------- | ---------------------------------------- |
|           | Nazim Babayev        | Azerbaigian | x     | x     | 16.58 | x     | x     | 16.89 | 16.89     |                                          |
|           | Mateus de Sá         | Brasile     | 15.48 | x     | 16.21 | 16.36 | 16.23 | 16.57 | 16.57     | Miglior prestazione personale stagionale |
|           | Alexsandro Melo      | Brasile     | 15.88 | 16.02 | x     | x     | x     | 16.57 | 16.57     |                                          |
| 4         | Can Özüpek           | Turchia     | x     | 15.88 | 16.28 | 16.38 | x     | 16.56 | 16.56     |                                          |
| 5         | Liu Mingxuan         | Cina        | 16.16 | 16.23 | 13.89 | 16.32 | 16.15 | 16.29 | 16.32     |                                          |
| 6         | Samuele Cerro        | Italia      | 15.79 | 16.25 | 15.94 | 16.10 | 16.06 | 14.97 | 16.25     |                                          |
| 7         | Tuomas Kaukolahti    | Finlandia   | 15.49 | 16.00 | x     | x     | 15.82 | 15.75 | 16.00     |                                          |
| 8         | Praveen Chithravel   | India       | 15.71 | 15.96 | 15.62 | 15.46 | 13.49 | 15.81 | 15.96     |                                          |
| 9         | Shemaiah James       | Australia   | x     | 15.58 | 15.73 |       |       |       | 15.73     |                                          |
| 10        | Levon Aghasyan       | Armenia     | 15.73 | x     | x     |       |       |       | 15.73     |                                          |
| 11        | Darrel Jones         | Stati Uniti | x     | 15.64 | x     |       |       |       | 15.64     |                                          |
| 12        | Cristi Nicusor Boboc | Romania     | 15.60 | x     | 15.06 |       |       |       | 15.60     |                                          |